# 알영부인
알영부인(閼英夫人, 기원전 53년 ~ 4년)은 신라의 시조 혁거세 거서간의 부인이자 남해 차차웅의 모후이다. 닭토템의 김씨족 출신으로 보는 설도 있다. 기록에 따르면 하늘에서 내려온 용이 낳은 알에서 출생하였으며 그가 태어난 자리를 알영정이라 부른다.
혁거세 거서간과 남매 또는 모자사이로 보는 견해가 있다. 남매사이는 선도성모수희불사조를 따른 것이다. 또한 ≪삼국유사≫ 왕력편 혁거세조에서도 왕비에 대한 언급이 없는 대신, 소개한 妹의 이름이 알영과 음이 유사한 娥伊英 또는 娥英이라고 한 것에서도 그 근거를 찾을 수 있다. 모자사이는 ≪삼국유사≫ 卷第1 紀異 第1 新羅始祖赫居世조의 “계룡이 상서로움을 나타내어 알영이 탄생함에 어찌 西述聖母가 현신했다고 하지 않겠느냐(乃至鷄龍現瑞産閼英 又焉知非西述聖母之所現耶)”라고 한 일연의 설명은 곧 알영이 선도성모임을 말해주는 것이라 하여 혁거세와 알영이 모자관계임을 나타내주는 것이라 하는 견해가 있다.
알영(閼英), 아리영(娥利英), 아이영(娥伊英), 아영(娥英) 등의 이름을 개인의 인명이 아닌 농경사회에서 사제를 수행하는 집단이나 특정한 직능을 표현한 것이라는 견해가 있다. 신라 상고기 왕비 이름 중에는 '알-'계 이름이 자주 보이는데 이들 왕실 여성이 농작의 풍요를 기원한다는 의미에서 사제라는 특수한 직능과 관련이 있다는 견해이다. '알'이 '아리수', '압록수', '알천'등에서 보이듯이 '물'과 관련이 있으며 ‘비(물)를 주관하는 특별한 지위의 사람’이란 뜻을 나타낸다는 견해가 있다.

## 생애
알영부인은 기원전 53년 경주의 알영정(閼英井)에서 태어났다. 《삼국사기》의 기록에 따르면 용이 알영 우물에 나타나 오른쪽 갈빗대에서 알영을 낳았다고 한다. 이를 발견한 노파가 데려다 양육하였으며 우물의 이름을 따서 알영이라 이름지었다. 성장한 뒤에 덕이 많다는 말을 들은 혁거세가 부인으로 맞아들였다고 한다. 한편 《삼국유사》에 따르면 사량리 알영정에 계룡(鷄龍)이 나타나 왼쪽 옆구리에서 알영을 낳았다고 한다. 혁거세가 탄생하였을 무렵(기원전 69년) 경주의 세인들이 “이제 천자께서 이미 이 땅에 내려왔으니 마땅히 덕이 있는 여군을 찾아서 배필을 정해야 겠다.”고 하였는데, 바로 그때 알영이 태어났다. 알영의 입이 닭의 부리와 같았는데 경주 월성 북쪽에 있는 북천에서 씻겼더니 부리가 떨어졌다고 한다. 남산 서쪽 기슭에 궁궐을 짓고 혁거세와 알영을 길렀으며, 13세가 되었을 때 혁거세가 왕위에 오르면서 알영도 왕후에 책봉되었다. 혁거세와 함께 이성(二聖)이라 칭송되었으며 남해 차차웅과 아로공주를 낳았다.

## 가계
- 남편 : 혁거세 거서간(赫居世居西干,69~4)
- 왕비 : 알영부인(閼英夫人,53~4년)
  - 장남 : 박특(朴忒)
  - 차남 : 남해 차차웅(南解次次雄)
  - 삼남 : 박민(朴忞)
  - 딸 : 아로공주(阿老公主)
  - 딸 : 부인 박씨(夫人 朴氏)
- 시어머니(추정): 사소부인(娑蘇夫人, 선도산 성모)